# Sydalperna

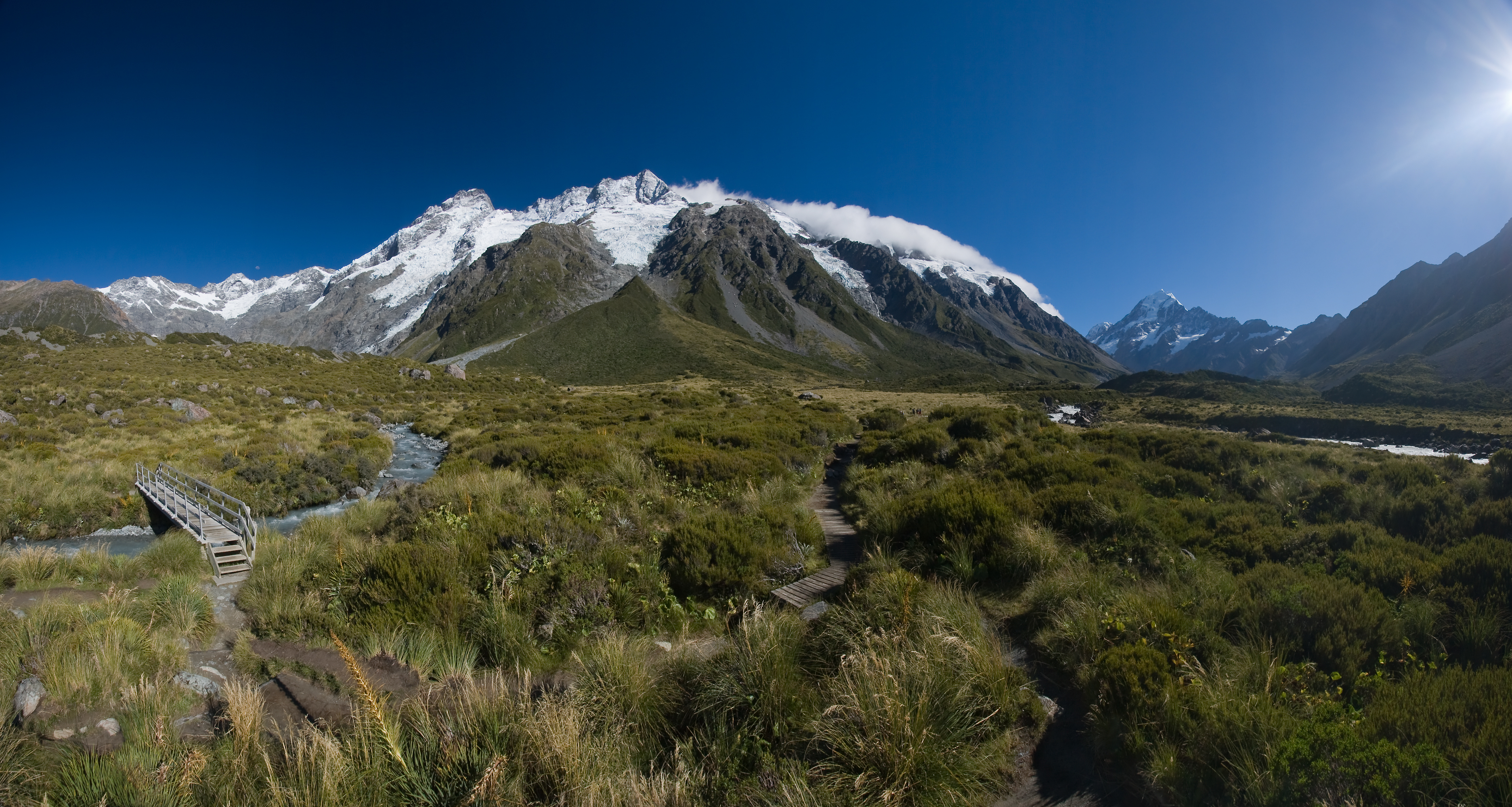
Vy från Hooker Valley mot topparna Mt. Sefton och The Footstool, i bakgrunden på höger sidan syns Mount Cook.

Sydalperna (engelska: Southern Alps) är en bergskedja på Sydön i Nya Zeeland. Det är den längsta bergskedjan i Nya Zeeland och den löper längs nästan hela Sydöns västkust.
Den centrala delen med en medelhöjd över 1 500 meter är cirka 360 km lång med en genomsnittlig bredd på 50 km. Den högsta toppen är Mount Cook (Maori: Aoraki = molnstickare) med 3 754 meter över havet.
Sydalperna liknar i flera punkter Alperna i Europa. De når till exempel höjder som kan jämföras med toppar i östra Alperna. Dessutom ligger Sydalperna i den tempererade klimatzonen och de är delvis täckta av skog.
1642 upptäcktes Sydön för västvärlden av Abel Tasman. När han såg Sydalperna trodde han först han kommit till Sydamerika.

## Geologi

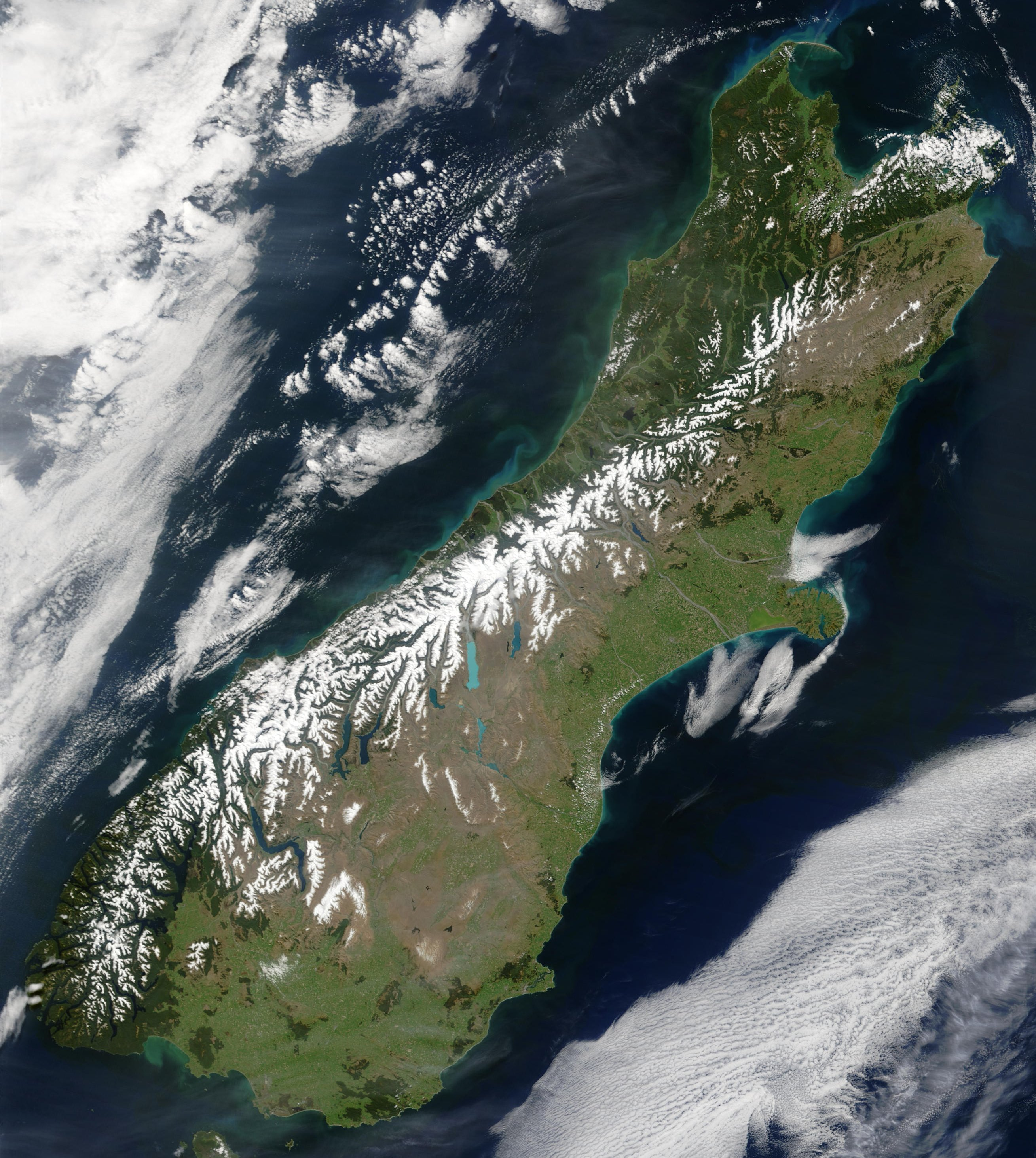
De snötäckta Sydalperna på en satellitbild.

Bergskedjan uppkom tidigare än de europeiska Alperna för 100 till 150 miljoner år sedan. Idag finns 17 toppar som är över 3 000 meter höga. På grund av den tektoniska positionen vid gränsen mellan Stillahavsplattan och Australiska plattan höjs bergskedjan fortfarande (jämför orogenes). Å andra sidan förekommer här starka erosionskrafter som sliter ned materialet i samma takt.
Sydalperna tillhör eldringen kring Stilla havet och kännetecknas av vulkaner och jordbävningar. Från vissa heta källor utvinns el och värme.

## Sydalperna och människor
Bergskedjan har bevarat sin naturliga prägel då turismen är begränsad. Ändå är regionen ett omtyckt utflyktsmål för vintersporter. Nya Zeelands största skidområde finns däremot på Nordön.
I Sydalperna inrättades en del nationalparker, bland annat Westland nationalpark, Mount Aspiring nationalpark och Aoraki/Mount Cook nationalpark.

## Toppar
| Topp                    | Namn    |
| ----------------------- | ------- |
| Mount Cook (Aoraki)     | 3 754 m |
| Mount Tasman            | 3 498 m |
| Mount Dampier (Rakiroa) | 3 440 m |
| Silberhorn              | 3 300 m |
| Malte Brun              | 3 199 m |
| Mount Hicks             | 3 198 m |
| Torres Peak             | 3 165 m |
| Mount Sefton            | 3 157 m |
| Mount Haast             | 3 138 m |
| Mount Elie de Beaumont  | 3 117 m |
| Douglas Peak            | 3 085 m |
| Mount La Perouse        | 3 081 m |
| Haidinger               | 3 066 m |
| Mount Aspiring          | 3 055 m |
| Mount Magellan          | 3 049 m |
| Minarets                | 3 048 m |
| Mount Dixon             | 3 004 m |

### Fotnoter
1. ↑  Peter Hanneberg (14 oktober 2001). ”Sydön” (på svenska). Dagens nyheter. https://www.dn.se/arkiv/resor/sydon-ekoturism-ger-skydd-at-valar-och-pingviner/. Läst 10 oktober 2017.